# Вулиця Територіальної оборони
Ву́лиця Територіа́льної оборо́ни — вулиця в Солом'янському районі міста Києва, селище Жуляни. Пролягає від вулиці Отця Анатолія Жураковського до Кільцевої дороги.
Прилучаються вулиці Садова та Гоголя, провулок Шевченка та Кільцева дорога. Характерною особливістю вулиці є наявність декількох бічних відгалужень, вздовж яких розміщена частина забудови вулиці.

## Історія
Вулиця зафіксована на картах Київщини 1860-х років та 1891 року, ймовірно, мала назву одного з кутків села Жуляни, через які пролягала (Козлівщина — на початку вулиці та Могилів — дальня частина вулиці). У середині XX століття отримала назву вулиця Ватутіна, на честь радянського військового діяча генерала Миколи Ватутіна.
Сучасна назва на честь Сил територіальної оборони Збройних сил України — з 2022 року.